# El abuelo que saltó por la ventana y se largó

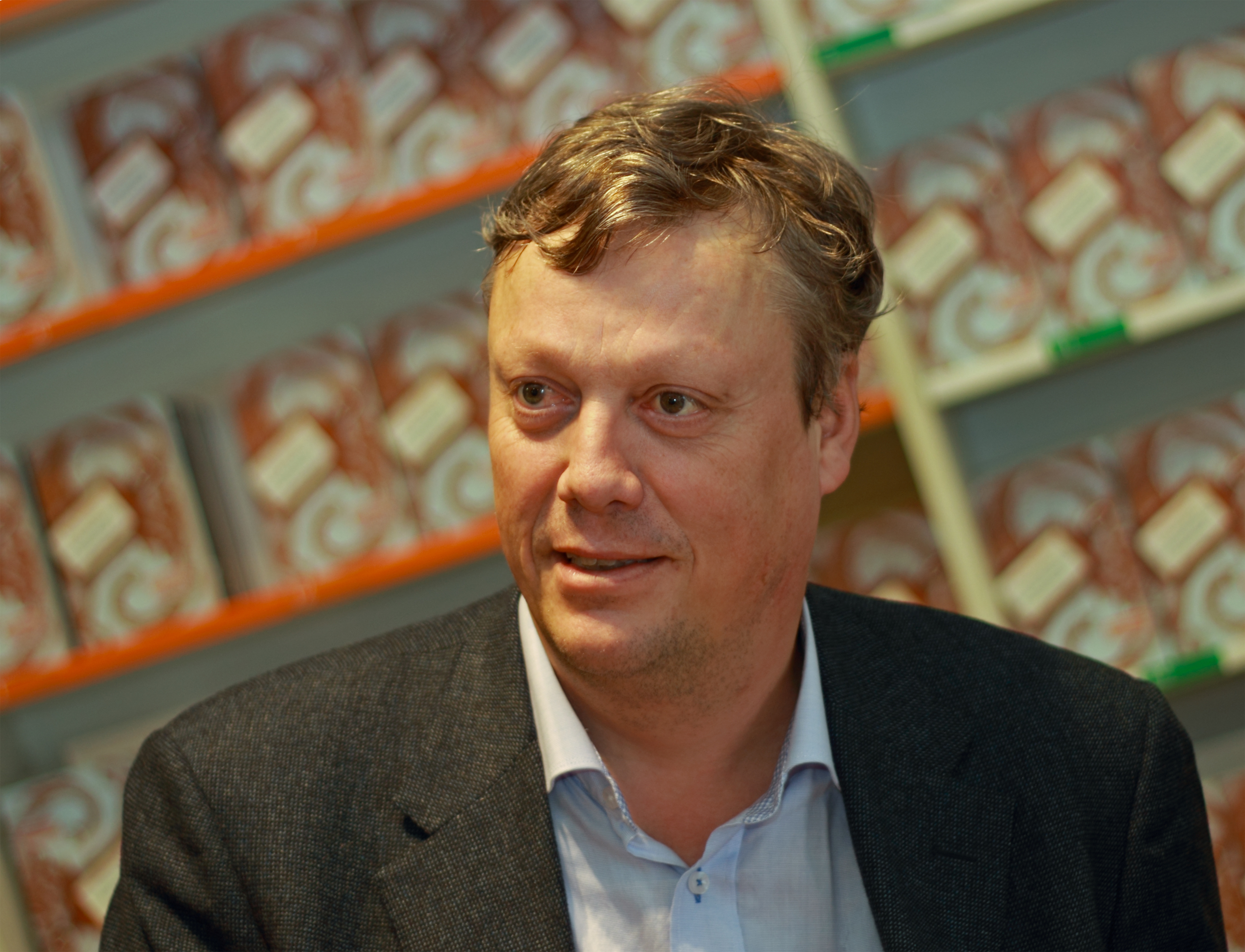
Jonas Jonasson, autor de la novela.

El abuelo que saltó por la ventana y se largó (Hundraåringen som klev ut genom fönstret och försvann originalmente en sueco) es una novela del escritor sueco Jonas Jonasson. Fue publicada en español por Salamandra en 2009. 

## Reseña
Allan Karlsson es un ciudadano sueco que se encuentra en la víspera de su centésimo aniversario. Vive en una residencia de la tercera edad, y mientras sus vecinos están preparando una fiesta para celebrar este hecho, Karlsson decide saltar por la ventana de su habitación y huir de la residencia; es el 2 de mayo de 2005. A partir de aquí la historia sigue las peripecias del protagonista mientras lo persiguen narcotraficantes y policías. 
Además de las aventuras de Karlsson, en la novela también se explica paralelamente la vida anterior del protagonista: entre otros hechos, Allan Karlsson comparte mesa con el futuro presidente de los Estados Unidos Harry S. Truman, dialoga con Winston Churchill, viaja en barco con la esposa de Mao Zedong o cruza a pie el Himalaya.

## Recepción
Se publicó en Suecia en tapa dura y en audio en 2009, y en edición de bolsillo en 2010. Se convirtió en un superventas en el país nórdico ese mismo año, y en julio de 2012 ya se habían vendido más de 3 millones de ejemplares en todo el mundo. El audio, leído por Björn Granath, ganó el premio Iris Ljudbokspris en 2010. Fue publicado en el Reino Unido el 12 de julio de 2012 por la editorial Hesperus Press, y en los Estados Unidos el 11 de septiembre del mismo año, en la editorial Hyperion Books. 

## Adaptación cinematográfica
El 25 de noviembre de 2010 se anunció que se rodaría una adaptación cinematográfica del libro. FLX Film es la productora encargada de realizarla y empezó a  rodarse en 2012. Robert Gustafsson interpretó el papel protagonista. El estreno se produjo en Suecia el 25 de diciembre de 2013 y en España el 11 de julio de 2014. Walt Disney Studios Motion Pictures negoció sus derechos de distribución.